# Frozen - Live at the Hyperion
Ne doit pas être confondu avec La Reine des neiges (comédie musicale).
Frozen - Live at the Hyperion est un spectacle de type comédie musicale présenté depuis le 27 mai 2016 dans l'Hyperion Theater de Hollywood Land dans le parc Disney California Adventure en Californie. Il remplace le spectacle Disney's Aladdin: A Musical Spectacular joué dans ce théâtre entre 2003 et 2016.

## L'attraction
Annoncé le 9 septembre 2015, comme remplaçant de Disney's Aladdin: A Musical Spectacular, Frozen - Live at the Hyperion, est une comédie musicale basée sur le film La Reine des neiges, sorti en 2013 et retraçant l'ensemble de l'histoire sur scène.
Disney California Adventure avait, entre janvier 2015 et avril 2016, un autre spectacle inspiré par ce film (For the First Time in Forever: A Frozen Sing-Along Celebration), mais qui reprenait l'histoire par le biais de narrateurs et favorisait l'interaction avec le public en affichant les paroles des chansons sur grand écran.
Le spectacle est donné dans l'Hyperion Theater, un théâtre de plus de 2000 places situé au pied de Guardians of the Galaxy – Mission: Breakout! au bout de la reproduction de l'Hollywood Boulevard. La salle rappelle les salles du début du XXe siècle ainsi que les théâtres classiques. Dans le cadre de la transformation du théâtre Hyperion pour accueillir ce spectacle, la scène a été reconstruite. Un mur vidéo LED de 204 mètres carrés et de grands rideaux de chaque côté de la scène qui servent de surface de projection ont été ajoutés. 
La production a été mise en scène par Liesl Tommy, sur un livret de Chad Beguelin et avec les décors du scénographe Robert Brill, tous les trois nommés aux Tony Awards. Christopher Windom est responsable de la chorégraphie et Jason Michael Webb est le superviseur musical et l'arrangeur du spectacle. Clint Ramos est responsable des costumes du spectacle, Charles Lapointe pour les coiffures et perruques, David Weiner pour les lumières, Aaron Rhyne pour les projections et Broken Chord pour le son. Les marionnettes pour le spectacle ont été conçues par Michael Curry. Environ 3 500 personnes ont été auditionnées pour la production initiale, à partir de laquelle l'équipe de production a sélectionné un casting de plus de 100 personnes pour donner jusqu'à cinq représentations par jour.
- Ouverture : 27 mai 2016[8]
- Durée : environ 55 minutes
- Capacité du Hyperion Theater : 2011 places
- Situation : 33° 48′ 28″ N, 117° 55′ 01″ O
- Spectacles précédents
  - Disney's Steps in Time (2001-2002)
  - Disney's Aladdin: A Musical Spectacular (2003-2016)

## Galerie

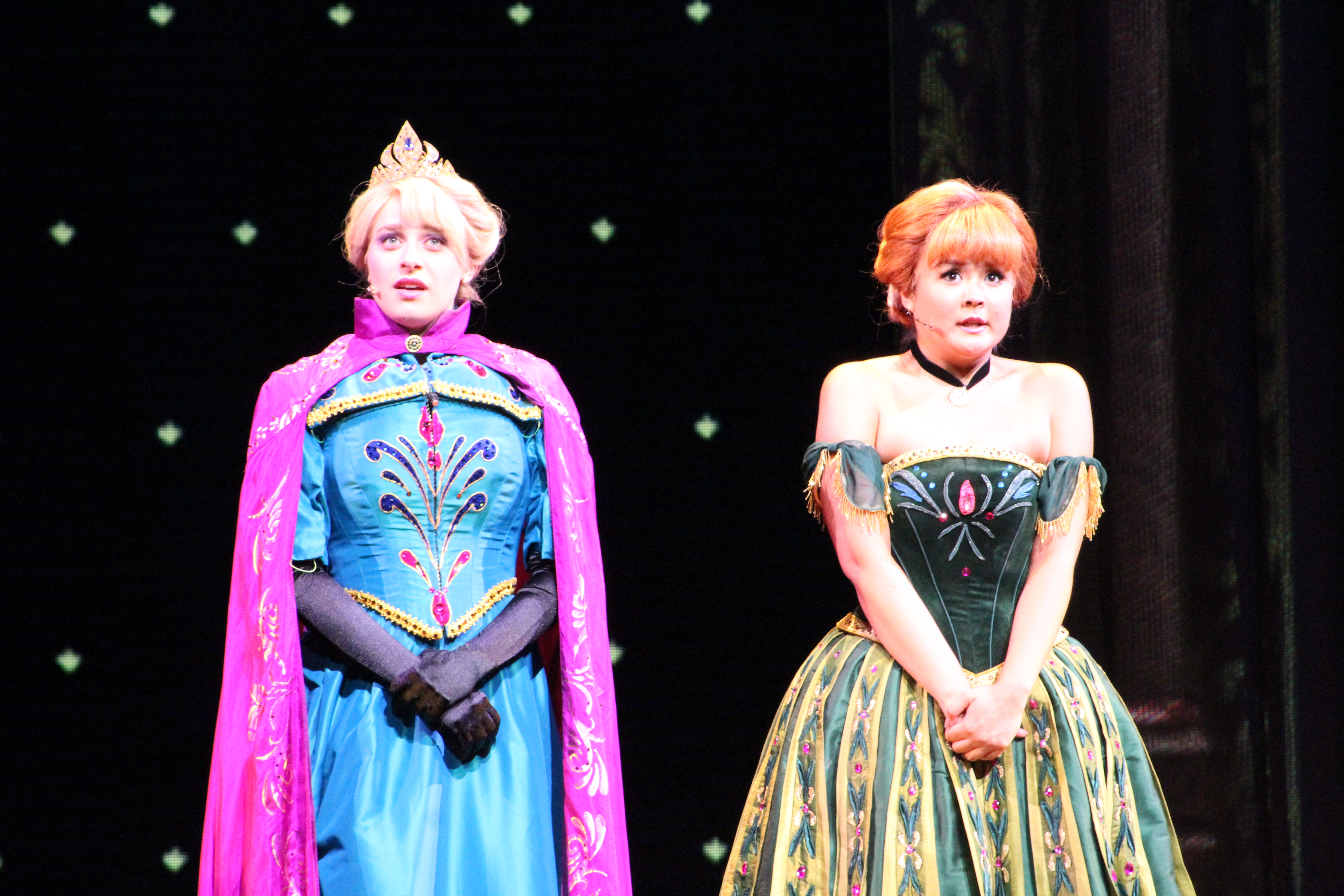
Elsa et Anna
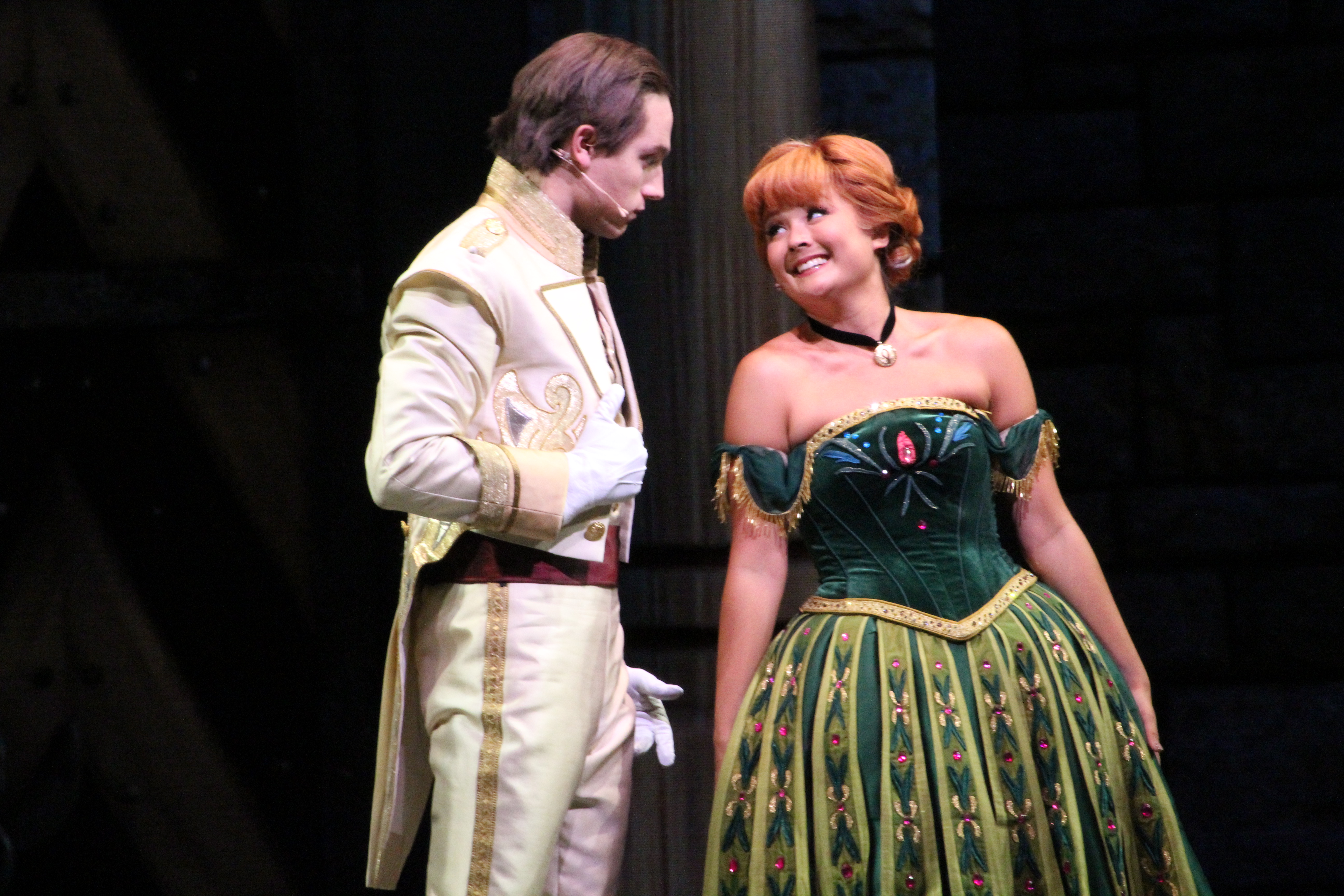
Anna et le prince Hans
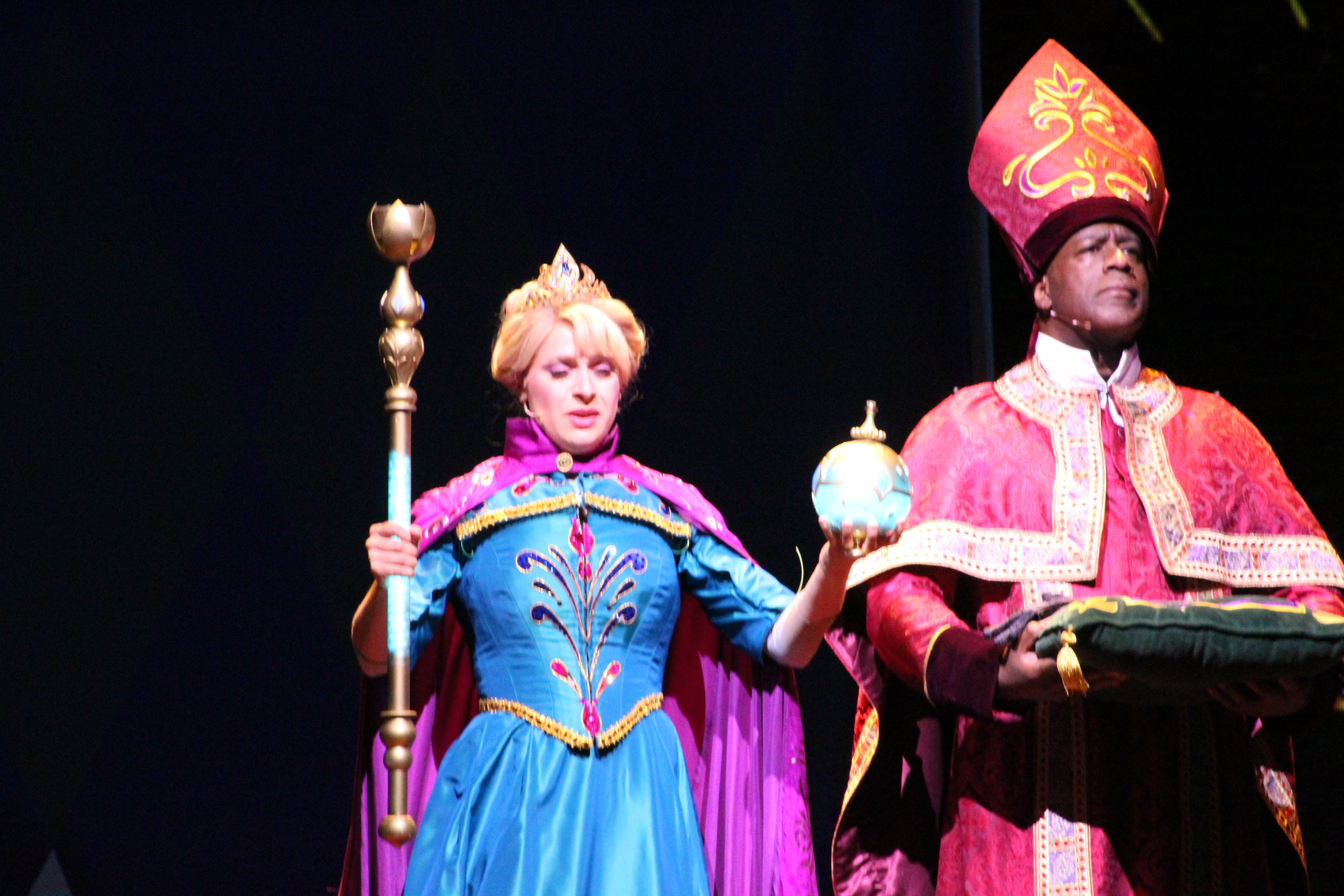
Le couronnement d'Elsa